# Democidi
Democidi és un terme creat per l'investigador polític R. J. Rummelamb la intenció de crear un concepte més ampli que la definició legal de genocidi. El democidi es defineix com «l'assassinat de qualsevol persona o persones per part d'un govern, incloent genocidi, assassinats polítics i assassinats massius».

## Definició
Segons Rummel, genocidi té tres significats diferents. El seu ús més comú correspon amb l'assassinat, per part d'un govern, a una població per raons com la seva nacionalitat, ètnia, raça o religió. El significat legal de genocidi es refereix al tractat internacional, la Convenció per a la Prevenció i la Sanció del Delicte de Genocidi. Aquest inclou també decisions no letals que tinguin com a conclusió l'eliminació del grup, tals com impedir els naixements en aquest grup de persones o forçar al fet que els fills siguin transferits a un altre grup social.
Un significat estès de genocidi és similar al seu significat ordinari però inclou així mateix els assassinats governamentals d'opositors polítics i altres assassinats intencionats. Va ser per evitar la confusió relacionada amb els anteriors significats que Rummel va crear el terme democidi per a aquest tercer significat.